# Gottlieb Müller
Gottlieb Müller (* 11. Juli 1721 in Kemberg; † 9. August 1793 ebenda) war ein deutscher evangelischer Theologe.

## Leben
Der Sohn des Kemberger Propstes und Superintendenten August Müller und dessen Frau Elenore Christine (geb. Nitzsch) besuchte ab 1727 die Stadtschule in Kemberg und war ab 1733 am Wittenberger Lyzeum. 1738 bezog er die Universität Wittenberg und erwarb am 30. April 1740 den akademischen Grad eines Magisters. Am 30. September 1742 erwarb er als Magister legens die Vorleseerlaubnis an Hochschulen und wurde am 16. April 1744 Adjunkt an der philosophischen Fakultät.
1746 wurde er Substitut seines Vaters und übernahm nach dessen Tod 1750 die Propstei und Superintendentur in Kemberg. Ab 1753 war er Ehrenmitglied der Gesellschaft der freien Künste in Leipzig. Um den theologischen akademischen Doktorgrad zu erwerben, promovierte er in Wittenberg am 3. Oktober 1775.
Durch sein Buch über Anne Elisabeth Lohmann löste er den 1. Teufelsstreit aus. Am 30. April 1790 wurde sein Doktorgrad an der Wittenberger Hochschule erneuert.

## Familie
Genealogisch wäre anzumerken, dass er sich am 10. Juli 1755 mit Johanna Karoline Sophie, der Tochter des kursächsischen Hauptmanns auf Rietz und Lüdendorf Hanns Liebmann von Kötteritz, geheiratet hatte. Aus dieser Ehe sind fünf Söhne und zwei Töchter hervorgegangen. Bekannt sind:
- Karl Gottlob Müller (* 29. Mai 1756 in Kemberg; † 6. Juni 1756 in Kemberg)
- Friedericke Gottlieb Müller (* 4. August 1757 in Kemberg; † 17. August 1760 in Kemberg)
- Karl Samuel Müller (* 24. Dezember 1758 in Kemberg;) Pf. Frauenhain bei Großenhain
- Friedrich Gottlieb Müller (* 2. Januar 1760 in Kemberg; † 8. Januar 1847 in Vogelsang) Pf. Bleddin
- Caroline Friedericke Amalie Müller (* 29. Dezember 1760 in Kemberg; † 4. April 1767 in Kemberg)
- Gottlieb August Müller (* 21. März 1762 in Kemberg; † 28. September 1762 in Kemberg)
- Karl Friedrich Müller (* 8. Oktober 1763 in Kemberg; † 18. Oktober 1763 in Kemberg)

## Werkauswahl
1. Diss. (Praes. Hasio) de supremis parentum votis. Wittenberg 1742
2. Diss. de moralitate sensuum externorum. Wittenberg 1743
3. Diss. de ingenii humani varietate, eiusque utilitate in humanam societatem inde redundante. Wittenberg 1744
4. Philosophische Untersuchung, ob das Wesentliche im Ehestande das Wesen der Erbsünde ausmache? verneint von M. Wittenberg 1747. (Digitalisat)
5. Schediasma philos. theol. de essicacia precum haud praedeterminaoda. Wittenberg 1747
6. Diss. de remuneratione operum ethice bonorum, irregenitis a Deo facta. Wittenberg 1748
7. Theologische Betrachtung über das neue Gebot von dem höchsten Grade der brüderl. Liebe unter den Christen, aus 1. Joh. 3. 16, vergl. mit Joh. 13, 34. und Joh. 15. 12. 13. Wittenberg 1748
8. Rede am Jubeltage des Westphälischen Friedenschlusses, in einer Gesellschaft guter Freunde gehalten von P. M. Wittenberg 1748
9. Predigten über verschiedene Materien aus der Natur- und Geisterlehre. Wittenberg 1749
10. Das ist der gröste Troft eines Lehrers, wenn er Früchte seines Amtes spüret; Antrittspredigt am Sonntage Sexagesimä 1751; nebst einer kurzgefassten Lebensgeschichte der Pröpfte zu Kemberg. Wittenberg 1751
11. Auszüge aus den Predigten vom J. 1751 ebd. 1752
12. Einfluss der Beredsamkeit und Dichtkunst in eine gründl. Gelehrsamkeit und deutliche Lehrart. Wittenberg 1752
13. Handbuch für die Schuljugend, worinnen ein vollständig Spruchbuch über die Evangelien, nebst Reimgebeten und Liederanzeigen, imgleichen die gewöhnlichen Schulgebete und Ordnung, auch die nöthigsten Regeln vom Buchstabiren, Syllabiren, Lesen, Schreiben und Rechnen. Schmiedeberg 1754, Eulenburg 1762, Wittenberg 1767, 1771, 1775, 1784
14. Zufällige Gedanken über ein sonderbares Englisches Ehegesetz. Leipzig 1756
15. Die Geschichte der Ruth; aus dem Hebräischen übersetzt. Leipzig 1758
16. Gründliche Nachricht von einer begeisterten Weibsperson, Annen Elisabeth Lohmannin, von Hornsdorf im Anhalt-Dessauischen; aus eigener Erfahrung und Untersuchung mitgetheilet. Wittenberg 1759 Anhang dazu, in drei Beilagen. Frankf. u. Leipr 1760, beide wurden auch ohne Vorwissen des Verfassers wieder aufgelegt. Frankfurt u. Leipzig (oder vielmehr Wittenberg) 1760
17. Lobrede auf Friedrich den Weisen, in Absicht auf seinen uneigennützigen Charakter, bey feyerlicher Versammlung der Gesellschaft der freyen Künste in Leipzig den 5ten Sept. 1755 gehalten wider dem Verfasser der Memoires pour lervir a l’histoire de Brandenbourg. Wittenb. 1760
18. Lebensgesch. eines für die Krone Dänemark merkwürdigen Sterndeuters, Ambros. Rhodius, von Kemberg in Sachsen, ehemaligen Professors und Domherrn in Norwegen; aus gesammelten Urkunden beschrieben, und bey der Jubelfeyer des Königreichs Dänemark wegen der im Jahr 1660 eingeführten Souveräuetät herausgegeben...1760
19. Gedanken über die Baumblüthe im Herbste. Torgau 1761
20. Zion in einem beweinenswürdigen Zustande; Predigt am toten Sonntage nach Trinit. 1762 gehalten. Torgau 1762
21. Die Geschichte seiner Voreltern, bey der Eheverbindung Hrn. D. Job. Jak. Reiske, Professors der Arabischen Sprache  und  zu S. Nicolai Rektors in Leipzig, mit Jungfer Erneftinen Christinen Müllerin den 23 Jul. 1764. Leipzig
22. Diss inaug. de articulis fidei temporibus V. T. magia cognitis, quam scripto expressis. Wittenberg 1775
23. Orat. inaug. de studii theologici amoenitate, difficultatem eius nostra aetate longe superante. Leipzig 1776
24. Doctorpred. das Angenehme in der Pflicht, Gott für fein Wort zu preisen. Wittenberg 1776
25. Das Grab Jesu, ein Segen für die Gräber seiner Christen; erste Charfreytagsrede, der Rostischen Stiftung gemäss im Parentatorium bey Kemberg gehalten. Wittenberg 1783
26. Der Versöhnungstod Jesu, die einzige lautere Quelle der Beruhigung bey unserm Sterben; eine Charfreytagsrede. Leipzig 1786